# Sport Vlaanderen-Baloise/Saison 2017
Diese Liste beschreibt die Mannschaft und die Erfolge des Radsportteams Sport Vlaanderen-Baloise in der Saison 2017.

## Erfolge in der UCI Europe Tour
In den Rennen der Saison 2017 der UCI Europe Tour gelangen die nachstehenden Erfolge.
| Datum         | Rennen                    | Kat. | Sieger           |
| ------------- | ------------------------- | ---- | ---------------- |
| 24. Mai       | 1. Etappe Tour des Fjords | 2.1  | Dries Van Gestel |
| 9. September  | De Kustpijl               | 1.2  | Christophe Noppe |
| 11. September | Grote Prijs Marcel Kint   | 1.2  | Jonas Rickaert   |

## Zugänge – Abgänge
| Zugänge           | Team 2016        | Abgänge              | Team 2016               |
| ----------------- | ---------------- | -------------------- | ----------------------- |
| Piet Allegaert    | EFC-Etixx        | Floris De Tier       | Team Lotto NL-Jumbo     |
| Lindsay De Vylder | EFC-Etixx        | Tim Declercq         | Quick-Step Floors       |
| Benjamin Declercq | EFC-Etixx        | Sander Helven        | Laufbahn beendet        |
| Kevin Deltombe    | Lotto-Soudal U23 | Gijs Van Hoecke      | Team Lotto NL-Jumbo     |
| Christophe Noppe  | EFC-Etixx        | Jef Van Meirhaeghe   | Laufbahn beendet        |
| Edward Planckaert | Lotto-Soudal U23 | Pieter Vanspeybrouck | Wanty-Groupe Gobert     |
|                   |                  | Otto Vergaerde       | Vérandas Willems-Crelan |

## Mannschaft
| Teamkader 2017                            | Teamkader 2017     | Teamkader 2017 | Teamkader 2017                                |
| Name                                      | Geburtsdatum       | Land           | Vorheriges Team                               |
| ----------------------------------------- | ------------------ | -------------- | --------------------------------------------- |
| Piet Allegaert                            | 20. Januar 1995    | Belgien        | EFC-Etixx (2016)                              |
| Amaury Capiot                             | 25. Juni 1993      | Belgien        | Lotto-Belisol U23 (2014)                      |
| Aimé De Gendt                             | 17. Juni 1994      | Belgien        | EFC-Etixx (2015)                              |
| Kenny De Ketele                           | 5. Juni 1985       | Belgien        | Davitamon-Win For Life-Jong Vlaanderen (2007) |
| Moreno De Pauw                            | 12. August 1991    | Belgien        | Rock Werchter (2013)                          |
| Lindsay De Vylder                         | 30. Mai 1995       | Belgien        | EFC-Etixx (2016)                              |
| Benjamin Declercq                         | 4. Februar 1994    | Belgien        | EFC-Etixx (2016)                              |
| Kevin Deltombe                            | 27. Februar 1994   | Belgien        | Lotto-Soudal U23 (2016)                       |
| Maxime Farazijn                           | 2. Juni 1994       | Belgien        | EFC-Etixx (2015)                              |
| Eliot Lietaer                             | 15. August 1990    | Belgien        | EFC-Quick Step (2011)                         |
| Christophe Noppe                          | 29. November 1994  | Belgien        | EFC-Etixx (2016)                              |
| Edward Planckaert                         | 1. Februar 1995    | Belgien        | Lotto-Soudal U23 (2016)                       |
| Ruben Pols                                | 3. November 1994   | Belgien        | Lotto-Soudal U23 (2015)                       |
| Jonas Rickaert                            | 7. Februar 1994    | Belgien        | Ovyta-Eijssen-Acrog (2013)                    |
| Jarl Salomein                             | 27. Januar 1989    | Belgien        | Beveren 2000 (2010)                           |
| Thomas Sprengers                          | 5. Februar 1990    | Belgien        | Lotto-Belisol U23 (2012)                      |
| Stijn Steels                              | 21. August 1989    | Belgien        | Crelan-Euphony (2013)                         |
| Dries Van Gestel                          | 30. September 1994 | Belgien        | Lotto-Soudal U23 (2015)                       |
| Preben Van Hecke                          | 9. Juli 1982       | Belgien        | Predictor-Lotto (2007)                        |
| Bert Van Lerberghe                        | 29. September 1992 | Belgien        | EFC-Omega Pharma-Quick Step (2014)            |
| Kenneth Van Rooy                          | 8. Oktober 1993    | Belgien        | Lotto-Soudal U23 (2015)                       |
| Jens Wallays                              | 15. September 1992 | Belgien        | EFC-Omega Pharma-Quick Step (2014)            |
|                                           |                    |                |                                               |
| Quellen: ProCyclingStats Cycling Quotient |                    |                |                                               |